# David Browne
David Browne é um jornalista estadunidense e autor de biografias de músicos. Foi crítico musical da revista Entertainment Weekly entre 1990 e 2006. Ele foi um dos editores da revista Music & Sound Output e crítico do Daily News de Nova Iorque. Ele tem escrito artigos para muitas publicações incluindo: The New York Times, Rolling Stone, Spin, The New Republic e Blender (revista).